# IC 3741
IC 3741 је појединачна звијезда у сазвјежђу Береникина коса која се налази на листи објеката дубоког неба у Индекс каталогу.
Деклинација објекта је + 19° 12' 12" а ректасцензија 12h 45m 33,2s.